# Rezerwaty biosfery w Polsce
Do polskich rezerwatów biosfery wpisanych na listę 
rezerwatów biosfery UNESCO należą:
- Rezerwat Biosfery Babia Góra (1977, stracił swój status w 1997, odzyskał w 2001)
  - Babiogórski Park Narodowy
- Białowieski Rezerwat Biosfery (1977)[2]
  - Białowieski Park Narodowy
- Rezerwat Biosfery Jezioro Łuknajno (1977), od 2017 w jego miejsce powstał duży Rezerwat Biosfery Jeziora Mazurskie
  - Rezerwat przyrody Jezioro Łuknajno
- Słowiński Rezerwat Biosfery (1977)
  - Słowiński Park Narodowy
- Międzynarodowy Rezerwat Biosfery "Karpaty Wschodnie" (1992, polsko-słowacko-ukraiński)
  - Bieszczadzki Park Narodowy (Polska)
  - Ciśniańsko-Wetliński Park Krajobrazowy (Polska)
  - Park Krajobrazowy Doliny Sanu (Polska)
  - Nadsański Regionalny Park Krajobrazowy (Ukraina)
  - Użański Park Narodowy (Ukraina)
  - Park Narodowy "Połoniny" (Słowacja)
- Tatrzański Rezerwat Biosfery (1992, polsko-słowacki)
  - Tatrzański Park Narodowy (Polska)
  - Tatranský národný park (Słowacja)
- Karkonoski Rezerwat Biosfery (1992, polsko-czeski)
  - Karkonoski Park Narodowy (Polska)
  - Krkonošský národní park (KRNAP) (Czechy)
- Rezerwat Biosfery Puszcza Kampinoska (2000)
  - Kampinoski Park Narodowy z otuliną
- Transgraniczny Rezerwat Biosfery "Polesie Zachodnie" (2012, polsko-białorusko-ukraiński)
  - Rezerwat Biosfery Polesie Zachodnie (2002) 
    - Poleski Park Narodowy z otuliną
- Rezerwat Biosfery Bory Tucholskie (2010)
  - Park Narodowy Bory Tucholskie
  - Tucholski Park Krajobrazowy
  - Wdecki Park Krajobrazowy
  - Wdzydzki Park Krajobrazowy
  - Zaborski Park Krajobrazowy
- Transgraniczny Rezerwat Biosfery Roztocze (2019, polsko-ukraiński)
  - Roztoczański Park Narodowy
  - Krasnobrodzki Park Krajobrazowy
  - Park Krajobrazowy Puszczy Solskiej
  - Południoworoztoczański Park Krajobrazowy
  - Szczebrzeszyński Park Krajobrazowy
  - Rezerwat przyrody „Roztocze” (Ukraina)